# أنجيلو باريتو
أنجيلو باريتو هو سائق سيارة سباق ومهندس فلبيني، ولد في 29 سبتمبر 1969.